# 엑스트레마두라주
엑스트레마두라 광역자치주(스페인어: Comunidad Autónoma de Extremadura)은 스페인의 서쪽에 있는 광역자치주이다. 서쪽으로는 포르투갈에 접한다. 야생 생태계가 그대로 보존되고 있는 지역이기도 하며 특별히 모프라구에 지방에는 주요 보호구역이 있어 타구스 강 국립공원이 있기도 하다. 북쪽으로는 카스티야레온 지방과 접하며 남쪽으로는 안달루시아 지방과도 접한다.

## 명칭의 기원
수많은 학설이 존재한다. 한 학설에 따르면 엑스트레마두라주의 이름은 도루 강의 끝이라는 의미인 라틴어에서 따와서 이 지방의 위치가 도루 강의 남쪽 지방에 있음을 가리키고 있다고 한다. 그러나 일부에서는 엑스트레마두라라는 단어의 뜻이 대개 기독교 지역과 경계를 하는 지역을 지칭하는 것으로 스페인에서 사용되어왔다. 때문에 이를 지적하고 있는 것이 아닌가 하고 생각되기도 한다. 본래 이름 외에 카스티야의 형용사형인 카스테야나를 붙여 표시하기도 한다.

## 지리
전체 면적은 41,633 km2로서 스페인의 주 중에서 5번째로 큰 규모이다.

### 산악 지대
북쪽 지방에는 광할한 평원 지대가 펼쳐지는데 사실상 고원으로서 가장 높은 고도인 2,401m에 이르는 지역도 있다. 톨레도 산악 지대가 있으며 이는 전체 지방의 중앙에 해당한다. 남쪽으로는 안달루시아와 엑스트레마두라를 구분하는 시에라 모레나(Sierra Morena) 지대가 있다.

## 행정 구역
2개의 소자치주로 나뉜다.
- 바다호스도
- 카세레스도

## 기후
북쪽 지방을 빼면 지중해성 기후가 나타나며 서쪽의 경우 대서양의 기후 영향을 받아 더 따뜻하다. 대체적으로 여름에는 매우 더워서 가뭄이 잦다. 겨울은 온난하면서도 길다. 대서양의 연안을 끼고 있기 때문으로 포르투갈의 기후와 상당히 흡사하다. 대개 연간 연도는 16~17도에 머문다. 북부 지방의 경우만 좀 더 떨어진다. 고도에 따른 차이고 상당히 나타난다. 여름의 경우 온도가 26도까지 올라가며 가끔 40도까지 치솟기도 한다. 겨울의 경우 가장 낮은 기온이 나타나며 산악 지대의 경우 7.5 °C 정도이다.

## 언어
유일한 공용어는 스페인어이지만 다른 언어도 사용된다. 포르투갈어의 변형체로서 사투리처럼 쓰이는 경우도 다반사이다. 엑스트레마두라 사투리도 사용되지만 교육상으로도 개인적으로도 교육되는 경우가 없기 때문에 거의 사멸되었다고 여겨진다. 갈리시아-포르투갈 어의 혼합 방언이 일부 지역에서 장려되기도 한다.

## 인구
| 연도        | 인구      | ±%     |
| ----------- | --------- | ------ |
| 1877        | 739,403   | —      |
| 1887        | 821,301   | +11.1% |
| 1900        | 882,410   | +7.4%  |
| 1910        | 991,355   | +12.3% |
| 1920        | 1,064,318 | +7.4%  |
| 1930        | 1,153,145 | +8.3%  |
| 1940        | 1,258,055 | +9.1%  |
| 1950        | 1,366,780 | +8.6%  |
| 1960        | 1,406,329 | +2.9%  |
| 1970        | 1,169,396 | −16.8% |
| 1981        | 1,064,976 | −8.9%  |
| 1991        | 1,061,852 | −0.3%  |
| 2001        | 1,058,503 | −0.3%  |
| 2011        | 1,104,499 | +4.3%  |
| 2017        | 1,077,715 | −2.4%  |
| Source: INE |           |        |

2006년 1월 1일 기준으로 전체 인구는 1,086,373명으로서 전체 스페인의 인구 중 2,74%를 차지한다. 인구 밀도가 매우 낮아서 1km2당 25.81 명이다.
가장 인구가 많이 분포하는 지방은 바다호즈(Badajoz) 지방으로 673,474명이 거주하고 있으며 면적 당 30.94명이 분포한다. 다른 지방의 경우 많은 차이는 없지만 인구 분포가 적은 것만은 분명하다.

### 외국인
전체적으로 29,000명 정도의 외국인이 살고 있다. 이는 2007년 1월 통계에 따른 것으로서 바다호즈 주에만 12,421명의 외국인이 살고 있다. 가장 많은 민족으로는 모로코인이 있으며 루마니아인과 포르투갈인이 그 다음을 따른다. 브라질인도 1,676명 정도가 살고 있으며 그 뒤로 콜롬비아가 따른다. 북아프리카 사하라 사막 지대에서 이민온 사람도 많으며 이 중에서는 세네갈 사람(88명)이 가장 많다. 아시아 출신으로는 중국인이 631명으로 가장 많은 인구를 차지한다.

## 같이 보기
- 에스트레마두라어